# ابيرق (ذمار)
ابيرق هي إحدى قرى الجمهورية اليمنية. تتبع جغرافيا لمحافظة ذمار وإداريًا لمديرية ميفعة عنس. يبلغ تعداد سكانها 1955 نسمة حسب الإحصاء الذي أجري عام 2004.